# فرودگاه راجا هاجی فی‌سبیل‌الله

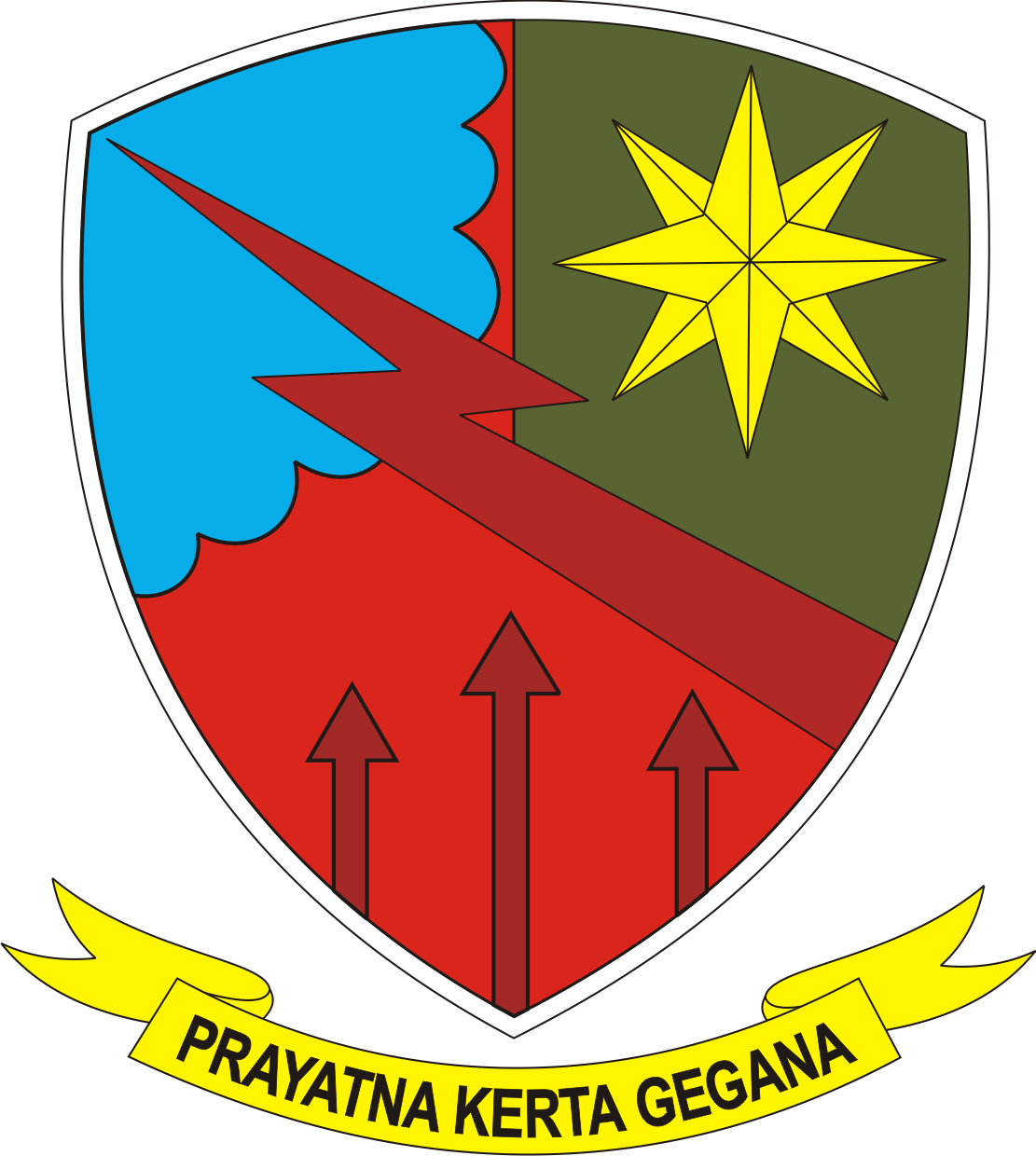
لوگوی قدیمی از نیروی هوایی اندونزی استفاده‌شده تا دسامبر ۲۰۲۲

 فرودگاه راجا هاجی فی‌سبیل‌الله (به انگلیسی: Raja Haji Fisabilillah Airport) (به زبان بومی: Bandar Udara Internasional Raja Haji Fisabilillah) یک فرودگاه همگانی با کد یاتا TNJ است که یک باند فرود آسفالت دارد و طول باند آن ۲۲۵۰ متر است. این فرودگاه در شهر تانجونگ پینانگ کشور اندونزی قرار دارد و در ارتفاع ۱۶ متری از سطح دریا واقع شده است.